# 切皮卡
34°44′S 71°17′W / 34.733°S 71.283°W

切皮卡（西班牙語：Chépica），是智利的城鎮，位於該國中部奧伊金斯將軍解放者大區的科爾查瓜省，始建於1875年1月11日，面積503.4平方公里，海拔高度182米，2012年人口14,425人，人口密度每平方公里29人。